# Aleksandar Vojinović
Aleksandar Vojinović (Zagreb 9. prosinca 1936. – kolovoz 2008.), bio je hrvatski novinar, publicist i prevoditelj.

## Životopis
Aleksandar Vojinović rodio se je u Zagrebu 1936. godine, u obitelji Borivoja, računovođe, i Marije (rođ. Manestar) kućanice. Odrastao je na Svetom Duhu, (kako je sam napisao u jednoj autobiografskoj bilješci, "u sjeni svoje krsne Crkve Sv. Antuna Padovanskog") u Zagrebu.

## Novinarska djelatnost
Još kao gimnazijalac počeo se je javljati u novinama, no ne kao novinar već kao enigmatičar. Prve novinarske priloge objavio je u gradskim rubrikama novina Vjesnik i Narodni list. Radio je u raznim dnevnim i tjednim novinama: Večernjem vjesniku, od njegova pokretanja 1957. godine, i Narodnom listu, ↓1 revijalnome tjedniku Globusu (urednika Frane Barbierija) od 1959. do 1963. godine, ↓2 Areni, te u  Vjesniku u srijedu do 1966. godine, Slobodnoj Hrvatskoj, Domu i Startu, u kojem je radio 12 godina, od 1969. do 1991. godine. Pisao je i mnogim osobnostima iz hrvatske književnosti i povijesti, Mariji Jurić Zagorki, Franji M. Fuisu, Rudolfu Habedušu Katedralisu, Mirku i Stjepanu Seljanu, Dragutinu Lermanu, Ivanu Vučetiću, Franji barunu Trenku i inima.

## Prevoditeljska djelatnost
Preveo je i priredio djela:
- Heinz Knoke, Letio sam za Führera: [ratni dnevnik njemačkog zračnog asa], Zagrebačka naklada, Zagreb, 2008.[2]
- Walther Kneip, Operacija "Walküre", Zagrebačka naklada, Zagreb, 2008.[2]

## Djela
- Atentati u službi rata, Zagreb, 1978.
- Zločin je bježao na Zapad, Centar za informacije i publicitet, Zagreb, 1987., ISBN 86-7125-010-5
- Leon Rupnik, Zagreb, 1988.
- Ante Pavelić, Zagreb, 1988.
- Bleiburg: [otvoreni dossier], Zagreb, 1990.
- Križni put, Zagreb, 1991. (suautor Boris Vlašić)
- NDH u Beogradu, Zagreb, 1995., ISBN 953-6308-02-9
- Nije sramota biti Hrvat, ali je peh: velike i male tajne NDH, Naklada Pavičić, Zagreb, 1999., ISBN 953-6308-04-5
- Ive Mihovilović: Spectator, Profil, Zagreb, 2005., ISBN 953-12-0134-X
- Andrija Maurović: prorok apokalipse, Profil, Zagreb, 2007., ISBN 978-953-12-0636-5

## Nagrade
- 1991.: Godišnja nagrada HND.[3]